# 佐々木千吉
佐々木 千吉（ささき せんきち、本名・柴田晃、1930年（昭和5年）12月18日 - 2018年（平成30年）9月14日）は、大蔵流（京都・茂山家）狂言方能楽師。三世・茂山千作の娘婿。
1951年（昭和26年）、立命館大学卒業後、銀行勤務の傍ら狂言の修行に励む。1954年（昭和29年）からは三世・茂山千作に師事。同年初舞台を踏んでいる。

## テレビドラマ出演
- CBC開局60周年記念スペシャルドラマ「初秋」（2011年10月8日、CBC） - 墓石 役